# Freya Stark
Dame Freya Madeleine Stark, DBE (París, França, 31 de gener de 1893-Assolo, Itàlia, 9 de maig de 1993), va ser una exploradora i escriptora britànica.
Freya Stark va néixer a París, on els seus pares estudiaven art. El seu pare, Robert, era un pintor britànic i la seva mare, Flora, era italiana d'ascendència germanopolonesa. Als nou anys va llegir Les mil i una nits, i va quedar fascinada per Orient. Més tard va aprendre àrab i persa. Durant la I Guerra Mundial va estudiar Història a Londres i a l'Escola d'Estudis Orientals i Africans i va treballar amb la Creu Vermella a Itàlia.
El 1927 es va embarcar rumb a Beirut juntament amb una amiga. Va viatjar per Orient Mitjà, va buscar i va trobar la vall de la secta dels Assassins i la fortalesa d'Alamut. En la II Guerra Mundial va treballar per al Ministeri d'Informació britànic. El 1953 li van concedir la Creu de l'Imperi britànic i va ser nomenada dama de l'Imperi britànic el 1972. Va guanyar diversos premis literiaris i als 81 anys va travessar i va escalar alguns passos de l'Himàlaia.

## Obres
- Baghdad Sketches (Bagdad, The Times Press Ltd. 1932)
- The Valleys of thr assassins (Londres, 1934)
- The Shoutern Gates of Aràbia (Londres,1936)
- Seen in the Hadramaut (Londres, 1938)
- A winter in Aràbia (Londres, 1940)
- Letters from Syria (Londres, 1943)
- East in West (1945)
- Perseus in the wind (Londres, 1948)
- Traveller`s Prelude (Londres, 1950)
- Beyond Euphrates. Autobiography 1928-1933 (Londres, 1951)
- The Coast of JIncense (Londres, 1953)
- Ionia, A Quest (Londres, 1954)
- The Lycian Shore (Londres, 1956)
- Alexander`s Path: From Caria to Licia (Londres, 1958)
- Riding to the Tigris (Londres, 1959)
- Dust in the Lion`s Paw. Autobiography (Londres, 1961)
- Rome on the Euphrates (Londres, 1966)
- The Zodiac Arch (Londres, 1968)
- A Peak in Darien (Londres, 1976)
- The Journey`s Tiro: Selected Travel Writings (1988)